# 李子青 (自动化专家)
李子青（？—），中国科学院自动化研究所生物识别与安全技术研究中心主任，博士生导师，主要研究领域包括统计模式识别与机器学习理论，以及生物特征识别、智能视频监控，图像处理与计算机视觉，图像与视频理解。

## 生平
1982年获湖南大学学士学位。1985年获国防科技大学硕士学位。1991年获英国萨里大学博士学位。
2000年辞去新加坡南洋大学终身教职，加盟微软亚洲研究院。
2004年作为“百人计划”入选者来到中科院自动化所工作。

## 学术贡献
李子青教授已发表论文200多篇，撰写编写著作8部，其中《图像分析中的马尔可夫随机场模型》被誉为“图像分析领域里程碑意义的工作”，受斯普林格出版社之邀主编《生物特征识别百科全书》，另有《人脸识别手册》将于2010年出版第2版。

## 社会影响
李教授作为人脸识别和智能视频监控专家，主持相关领域的多个国家科学研究项目和重大应用工程项目，在相关领域获准和申请专利10余项。他在微软研发的人脸识别系统EyeCU，比尔·盖茨接受CNN采访时专门为之讲解；在中科院自动化所研发的“AuthenMetric 中科奥森”人脸识别系统和智能视频监控系统，已在包括北京奥运会、上海世博会边检通关等多个国家重大安全项目中实施并发挥作用。

## 社会兼职
现任《IEEE模式分析与机器智能会刊》副主编，任2007和2009国际生物识别大会程序主席，和其他多个国际学术会议任程序主席或委员。

## 荣誉
2008年，由于在人脸识别、模式识别、计算机视觉领域的贡献，他当选为IEEE会士。